# Furupaghes
Els furupaghes són els membres d'un petit clan ijaw que viuen al voltant del riu Siluko, al sud-oest de l'estat d'Edo, al sud de Nigèria. Els furupaghes parlen el dialecte furupagha de la llengua izon. La ciutat de Zide és la capital tradicional de la tribu furupagha.
Els furupaghes tracen els seus orígens des de la població bassan de Furupagha, situada al centre del delta del Níger.

## Història i orígens
Els furupaghes provenen originàriament de la zona Bassan, al centre del delta del Níger. Furupa és la ciutat en què visqueren els primers avantpassats de la tribu furupagha. Des d'aquí primer van migrar cap a l'oest del delta, a Ologbo i des d'aquí a Ofiniama, l'assentament mare dels egbemes. Després van anar cap a la població de Ukomu, dels apois occidentals. Finalment, liderats per Dauyoumo van fundar la ciutat de Zide.
Degut a les seves activitats de capturadors d'esclaus del regne de Benín i del sud de la zona occidental izon, els ancestres dels actuals furupaghes van migrar cap a la zona en la qual viuen avui en dia. Per tant, les seves migracions foren posteriors al segle xiv.